# Burkhard Josef Berkmann

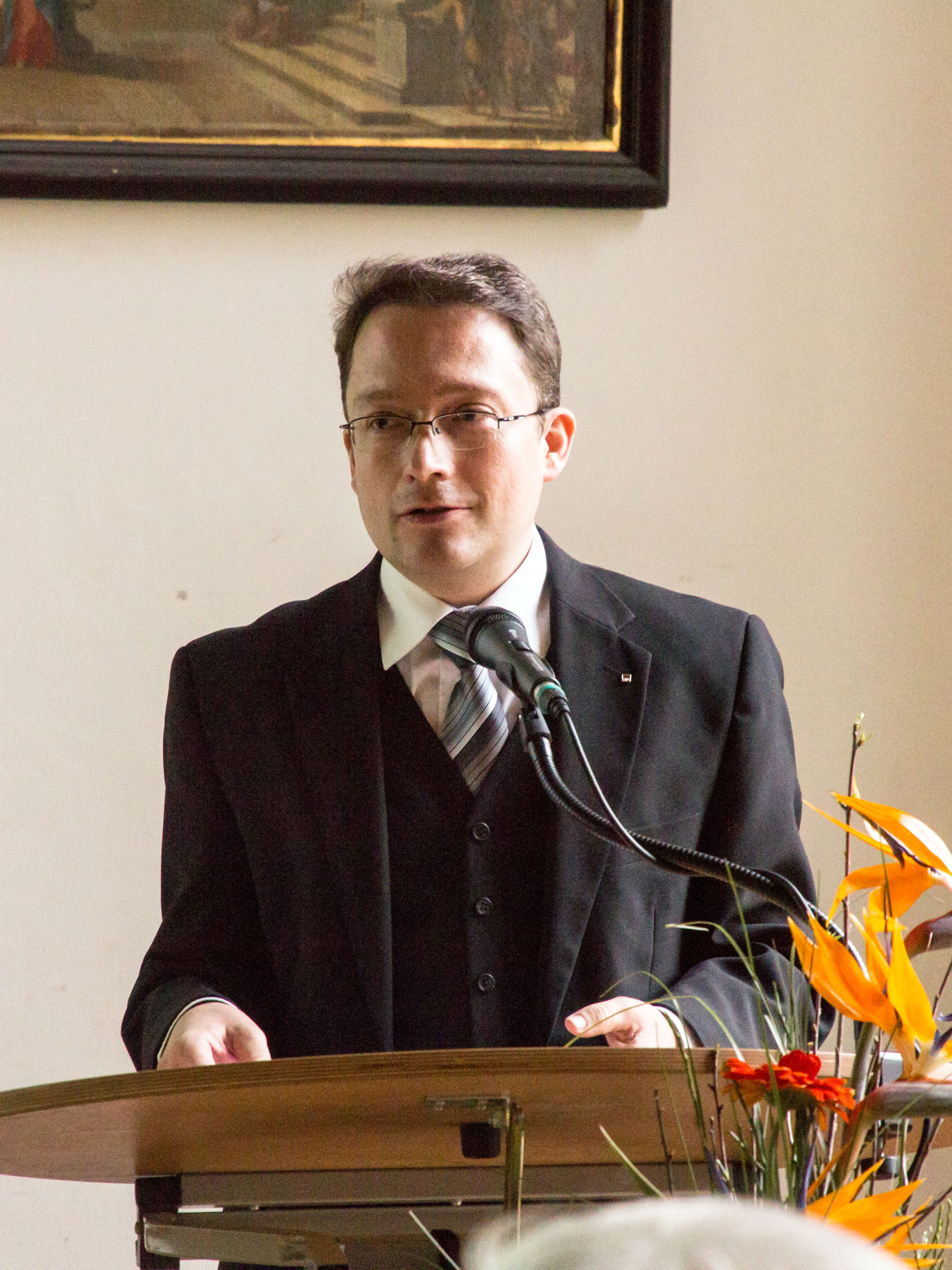
Burkhard Josef Berkmann bei seiner Antrittsvorlesung an der LMU München im Februar 2017

Burkhard Josef Berkmann (* 1976 in Bregenz) ist ein österreichischer katholischer Theologe, Rechtswissenschaftler und Kirchenrechtler. Er ist ein Anhänger der ökumenischen Bewegung.

## Leben
Nach seiner Matura am Bundesgymnasium Gallusstraße in Bregenz studierte Berkmann Philosophie, Katholische Theologie und Rechtswissenschaften in Innsbruck, Paris, München und Rom und wurde 2006 an der Leopold-Franzens-Universität Innsbruck zum Doktor der Theologie und zum Doktor der Rechtswissenschaften promoviert. 2007 erlangte er sein Lizenziat im Kanonischen Recht am Klaus-Mörsdorf-Studium für Kanonistik an der Ludwig-Maximilians-Universität München und war im Anschluss als Referent im Rechts- und Liegenschaftsreferat der Diözese St. Pölten sowie als Richter am dortigen Diözesangericht tätig. Im Universitätsjahr 2009/10 hatte er eine Gastprofessur am Kanonistischen Institut der Universität Potsdam inne. Ab 2012 war er als außerordentlicher Professor für Kirchenrecht an der Philosophisch-Theologischen Hochschule St. Pölten tätig. Im Jahr 2015 habilitierte er sich mit einer Arbeit zu Nichtchristen im Recht der katholischen Kirche an der Universität Luzern.
Seit Oktober 2016 ist er als Nachfolger von Helmuth Pree Inhaber der Lehrstuhls für Kirchenrecht, insbesondere für Theologische Grundlegung des Kirchenrechts, allgemeine Normen und Verfassungsrecht sowie für orientalisches Kirchenrecht am Klaus-Mörsdorf-Studium für Kanonistik der Ludwig-Maximilians-Universität München.

## Mitgliedschaften
- Österreichische Gesellschaft für Recht und Religion (vormals: Österreichische Gesellschaft für Kirchenrecht)
- Deutsche Gesellschaft für Kirchenrecht (vormals: Associatio Winfried Schulz)
- Consociatio internationalis studio iuris canonici promovendo
- International Consortium for Law and Religion Studies
- Forum für den Vergleich der Rechtsdiskurse der Religionen
- Ecclesiastical Law Society

## Schriften
- Recht der Gewerbeausübung an Sonn- und Feiertagen, Studia-Universitätsverlag Innsbruck 2000, ISBN 3-901502-27-0
- Das Verhältnis Kirche – Europäische Union. Zugänge aus rechtlich-philosophischer Sicht, LIT-Verlag Münster 2004, ISBN 3-8258-7762-0
- Die Ehen von/mit Nichtkatholiken vor der lateinischen Kirche. Das neue Ehe-Kollisionsrecht in Dignitas Connubii, Peter Lang-Verlag Frankfurt am Main 2008, ISBN 978-3-631-57149-1
- Katholische Kirche und Europäische Union im Dialog für die Menschen. Eine Annäherung aus Kirchenrecht und Europarecht, Duncker & Humblot Berlin 2008, ISBN 978-3-428-12487-9
- Von der Blasphemie zur „hate speech“? Die Wiederkehr der Religionsdelikte in einer religiös pluralen Welt, Frank & Timme Berlin 2009, ISBN 978-3-86596-220-1
- Nichtchristen im Recht der katholischen Kirche, Teilband I und II, LIT-Verlag Wien 2017, ISBN 978-3-643-50749-5
- Verfahrensordnung bei Beschuldigungen wegen sexuellen Missbrauchs und Gewalt. Die Regelungen der österreichischen Bischöfe von 2016, Open Publishing der Universitätsbibliothek der LMU München, ISBN 978-3-95925-063-4
- Internes Recht der Religionen. Einführung in eine vergleichende Disziplin, Verlag W. Kohlhammer, Stuttgart 2018, ISBN 978-3-17-034034-3